# So, It’s Like That
So, It's Like That – drugi album studyjny amerykańskiego gitarzysty blues-rockowego Joego Bonamassy. Wydawnictwo ukazało się 13 sierpnia 2002 roku nakładem wytwórni muzycznej Medalist.

## Lista utworów
Opracowano na podstawie materiału źródłowego.
| Nr  | Tytuł utworu         | Autorzy                                  | Długość |
| --- | -------------------- | ---------------------------------------- | ------- |
| 1.  | „My Mistake”         | Joe Bonamassa, Mark Lizotte              | 4:53    |
| 2.  | „Lie #1”             | Bonamassa, Mike Himelstein               | 4:22    |
| 3.  | „No Slack”           | Bonamassa, Lizotte                       | 5:05    |
| 4.  | „Unbroken”           | Annie Roboff, Holly Lamar                | 3:48    |
| 5.  | „So, It's Like That” | Bonamassa, Himelstein                    | 2:49    |
| 6.  | „Waiting for Me”     | Bonamassa, Richard Feldman, Eric Pressly | 3:53    |
| 7.  | „Never Say Goodbye”  | Bonamassa, Curt Schneider                | 3:32    |
| 8.  | „Mountain Time”      | Bonamassa, Will Jennings                 | 3:41    |
| 9.  | „Pain and Sorrow”    | Bonamassa, Feldman, Pressly              | 10:36   |
| 10. | „Takin' the Hit”     | Bonamassa, Himelstein                    | 4:43    |
| 11. | „Under the Radar”    | Bonamassa, Dave Bassett                  | 3:20    |
| 12. | „Sick in Love”       | Bonamassa, Himelstein                    | 3:24    |
| 13. | „The Hard Way”       | Bonamassa, Feldman, Bassett              | 7:48    |
|     |                      |                                          | 1:01:54 |